# Mitocu Dragomirnei
Mitocu Dragomirnei es una comuna ubicada en el distrito de Suceava, Rumania.

## Superficie
Posee una superficie de 52,85 kilómetros cuadrados.

## Demografía
Hasta 2021 la población era de 5230 habitantes, con una densidad de población de 98,96 habitantes por kilómetro cuadrado.